# День Конституції Данії
День Конституції (дан. Grundlovsdag) ― щорічне свято в Данії на честь прийняття першої конституції країни 5 червня 1849 року.  
З 1870-х рр. це свято використовувалося здебільшого для партійних зібрань; ця традиція зберігається до сьогодні. Під час його святкування виголошують свої промови політичні діячі країни, адже цей день також вважається святом на честь данської демократії. Провідні політики через свої відповідні організації обирають місця, у яких традиційно виголошують промови як про демократичні принципи держави, так і її актуальні політичні проблеми. Також це свято відзначається у місцевих церквах особливими службами, на яких присутні місцеві політичні діячі та представники громад; вони включають у себе підняття данського прапора, коротку промову місцевого політика або зірки та колективний спів (дан. fællessang). 

## Історія

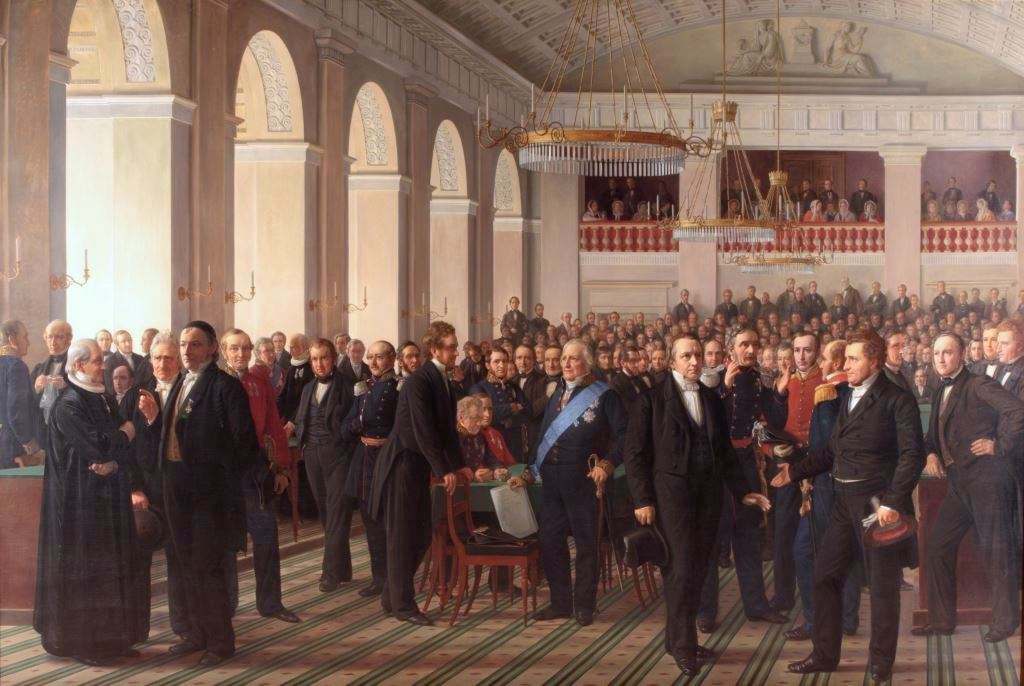
Збори на честь прийняття конституції Данії, 1849 рік

Ще до прийняття конституції по всій Данії проходили так звані "народні свята" з приводу певних подій у державі. Після того, як Данія отримала свою демократичну конституцію у 1849 році, подібні свята проводилися вже на честь цієї події. Святкування дня конституції включало у себе зустрічі на вулиці і збори, а також у газетах та листівках публікувалися вірші на честь свободи і конституції та ілюстрації із зображенням короля Фредеріка VII та інших причетних до створення конституції осіб. Коли відносно швидко по тому відбулося обмеження оригінальної конституції у вигляді «переглянутої конституції» 1866 року, свята на честь Дня Конституції перетворилися на політичні маніфестації як Правої партії (яка сформувала основу уряду), так і Лівої партії (опозиції). Виступи та суперечки з приводу конституції країни продовжувалися до 1901 року.
Нову конституцію Данії було прийнято лише 5 червня 1915 року; згідно із нею жінки отримали право голосу.
Третя конституція Данії, яка є чинною й досі, була прийнята 5 червня 1953 року. Таким чином, День Конституції упродовж всього часу відзначався 5 червня відповідно до дати прийняття першої конституції країни.

## Дата

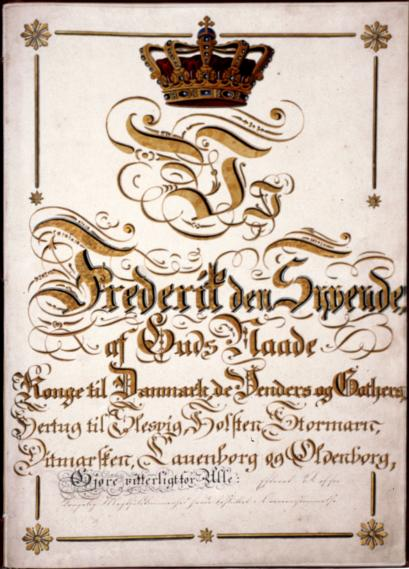
Конституція Данії 1849 року

Після Данських установчих зборів 1848 та 1849 років перша конституція країни (яка проголошувала Данію конституційною монархією і замінювала собою абсолютистський королівський закон від 1665 року) була підписана королем Фредеріком VII 5 червня 1849 року. Конституція була повністю переписана у 1866 році та у 1915 році (коли було представлено жіноче виборче право), а востаннє це сталося у 1953 році; причому останні дві переписані версії також були прийняті 5 червня.
5 червня у Данії є також Днем батька. Він був представлений у 1935 році і до 1956 року випадав на другу неділю листопада. Пізніше День батька був перенесений на свою поточну дату, адже День конституції був скороченим робочим днем.

## Скорочений день
У Данії насправді немає справжніх національних свят, а День Конституції є найближчим до цього поняття. Тому цей день з 1891 року по 1975 рік згідно із законом був скороченим робочим днем. У наш час роботодавці часто обговорюють в угодах із працівниками те, чи матиме працівник скорочений чи повністю вихідний день у День Конституції. Оскільки тепер це свято вже не є державним, то працівники вже не мають автоматичного права піти з роботи о 12 годині дня із збереженням заробітної плати; це стосується як державного, так і приватного секторів.